# Гросглоккнер
Гро́сглоккнер (устар. передача Гро́сглокнер, нем. Großglockner; или Глокнер, нем. Glockner; или Грос-Глокнер) — самая высокая гора Австрии (8-я или 5-я по высоте в Европе), 3798 м. Расположена на границе Каринтии и Восточного Тироля. Гора имеет две вершины — Гросглоккнер и Клайнглоккнер (3770 м). У её подножья расположен самый крупный ледник Австрии — Пастерце.
Впервые была покорена 28 июля 1800 года Мартином Райхером (нем. Martin Reicher), Матиасом Хаутцендорфером (нем. Mathias Hautzendorfer) и ещё тремя восходителями.
Окрестности весьма живописны. В районе горы расположена экскурсионная панорамная высокогорная дорога Гросглоккнер.
До 1918 года гора находилась в частной собственности. В настоящее время принадлежит Австрийскому Альпийскому Сообществу (нем. Österreichischer Alpenverein).